# 北桂子
北 桂子（きた けいこ、1935年10月26日 - 2011年9月6日）は、日本の元女優、元タレント、元モデル、元造花作家、シャンソン歌手である。本名は中原 八代子（旧姓北野）。旧芸名は北野 八千代（きたの やちよ）。

## 来歴・人物
1935年（昭和10年）10月26日、和歌山県に生まれる。
1951年（昭和26年）、高等学校を中退し、東宝演技研究所を経て、東宝ニューフェイス第3期生として東宝入社。「北野 八代子」または「北野 八千代」を名乗り、以後同所の専属女優として、翌1952年（昭和27年）7月8日に公開された市川崑監督映画『若い人』や、1958年（昭和33年）7月12日に公開された豊田四郎監督映画『駅前旅館』など、1950年代にかけて多くの作品に脇役・端役出演した。
1959年（昭和34年）3月、東宝を退社。退社後は映画界を離れ、フリーランスとしてテレビの女優・タレントとして活動する。同時に芸名も「北 桂子」と改名し、同年11月15日から放映が開始されたKRテレビ系列のテレビドラマ『かもしか先生騒動記』など、単発のテレビ番組に多く出演したほか、テレビコマーシャルにも積極的に出演。また、雑誌等のモデル、造花作家としても活躍した。
1984年（昭和59年）、満49歳でシャンソン歌手を志し、かつて東京都武蔵野市吉祥寺にあったシャンソニエ「ラ・ベル・エポック」（2009年閉店）で歌手デビューを果たす。翌々1986年（昭和61年）には、独立して同地にシャンソニエ「RED」を開店、後年は吉祥寺駅南口でシャンソン教室「サロン・ド・シャンソン・レッド」を開き、亡くなるまで多くの仲間や後輩に慕われた。
2011年（平成23年）9月6日、肺癌のため死去した。満75歳没。

## 出演作品

### 映画
- 若い人（1952年） - 女生徒F[1]
- 夜の終り（1953年） - ユリ子
- 青色革命（1953年） - 初島の女中
- サラリーマンの歌（1953年） - 芸者円子
- 赤線基地（1953年） - 京子
- 七人の侍（1954年） - 鎌を取り上げられる百姓の娘[4]
- 水着の花嫁（1954年）[5]
- 君死に給うことなかれ（1954年）
- 潮騒（1954年）：海女
- ゴジラ（1954年） - 看護婦 ※ノンクレジット[2]
- 浮雲（1955年）[5] - バー「ボルネオ」の女給
- 花嫁立候補（1955年） - 芸者駒菊
- 33号車応答なし（1955年）
- 青い果実（1955年） - 悦子
- へそくり社長（1956年）
- 奥様は大学生（1956年） - 高橋
- イカサマ紳士録（1956年） - 三笠軒の女
- おとぼけ放射能 続イカサマ紳士録（1956年）
- 妻の心（1956年） - 芸者すずめ
- 不良少年（1956年） - ふみ子の同僚
- 囚人船（1956年） - 見取りの少女
- ある女の場合（1956年） - 女中さよ
- 日蝕の夏（1956年） - 看護婦A
- 若人の凱歌（1956年） - 川野文子
- 山と川のある町（1957年）
- 続 御用聞き物語（1957年）
- 東京だヨおッ母さん（1957年） - 里枝
- 柳生武芸帳（1957年）
- 憎いもの（1957年）
- 夕凪（1957年） - アパートの女B
- 大学の侍たち（1957年）
- 花嫁は待っている（1957年）
- 青い山脈 新子の巻（1957年） - 看護婦[4]
- 続サラリーマン出世太閤記（1957年）
- 続 青い山脈 雪子の巻（1957年） - 看護婦
- 遙かなる男（1957年）
- 狙われた娘（1957年） - 女社員B
- サザエさんの青春（1957年） - 女店員
- 柳生武芸帳 双竜秘剣（1958年）
- 花嫁三重奏（1958年）
- 二人だけの橋（1958年） - 受付の女
- 弥次㐂夛道中記（1958年）
- 杏っ子（1958年）
- 太鼓たゝいて笛吹いて（1958年）
- ちゃっきり金太（1958年） - 上州屋の小女
- 続 ちゃっきり金太（1958年） - 上州屋の小女
- 駅前旅館（1958年） - 芸者[1]
- 旅姿鼠小僧（1958年） - おまさ
- 奴が殺人者だ（1958年）
- 花の慕情（1958年）
- 続々サラリーマン出世太閤記（1958年）
- 人生劇場 青春篇（1958年） - 女中おぎん
- 次郎長意外伝 灰神楽木曾の火祭（1958年） - お蓮
- 大学のお姐ちゃん（1959年） - クロークの女B
- 社員無頼 怒号篇（1959年）

### テレビドラマ
- かもしか先生騒動記（1959年、KR）[4]
- シキボウ劇場 風林火山（1959年、NET）
- ナショナルゴールデン劇場 マダムは夜歩く（1961年、NTV）